# Tropicos
A Tropicos egy elsősorban az újvilági trópusok növényeinek a taxonómiai információit tartalmazó online növényrendszertani adatbázis. Az adatbázist 1991 óta a St. Louisban található Missouri Botanikus Kert üzemelteti. Az adatbázis több mint 4,2 millió füveskönyvi példány képét, taxonómiai és bibliográfiai adatát tartalmazza. Ezenfelül közel 50 000 tudományos publikáció adata is megtalálható benne. Az adatbázis angol, francia és spanyol nyelven kereshető.

## Fordítás
- Ez a szócikk részben vagy egészben  a   Tropicos című angol Wikipédia-szócikk ezen változatának fordításán alapul.  Az eredeti cikk szerkesztőit annak laptörténete sorolja fel. Ez a jelzés csupán a megfogalmazás eredetét és a szerzői jogokat jelzi, nem szolgál a cikkben szereplő információk forrásmegjelöléseként.